# Carrer de Casp
El carrer de Casp és un carrer de Barcelona que es troba al districte de l'Eixample. El nom prové del Compromís de Casp (24 de juny de 1412) pres pels jutges elegits pels parlaments del Principat de Catalunya i dels regnes d'Aragó i de València, per a l'entronització a Catalunya i Aragó de la casa Trastàmara, mort el rei Martí l'Humà, el 31 de maig de 1410, sense successió directa.

## Nomenclàtor
Víctor Balaguer, encarregat del nomenclàtor de l'Eixample, li va posar inicialment Carrer del Compromís de Casp. Durant la dictadura aquest nom va ser modificat com a Calle Caspe i posteriorment amb la democràcia es va anomenar Carrer de Casp, perdent el seu significat inicial.

## Edificis rellevants
Al carrer de Casp hi ha diversos llocs destacats, com la Casa Calvet, el Col·legi Casp-Sagrat Cor de Jesús, el Casal de Sant Jordi, el Teatre Novedades, el Teatre Tívoli, entre d'altres. Antigament també hi havia la galeria d'art Sala Esteva, on van exposar artistes de renom com Pablo Picasso. Des de 1926 hi ha la seu de Ràdio Barcelona, l'emissora degana.